# الصراع العثماني الإسباني على تونس
تقع البلاد التونسية على البحر الأبيض المتوسط من الجهة الشمالية والشرقية إضافة إلى قربها من أوروبا مما جعلها مطمعاً للدول المجاورة نظراً لهذا الموقع الإستراتيجي.
مثلت البلاد التونسية محور صراع بين العثمانين والإسبان لأنها لم تكن خاضعة لأي دولة منهما.

## أسباب الصراع العثماني الإسباني على البلاد التونسية
- الأسباب الخارجية:

1. ذهاب أمير ميهوبي لدى خير الدين بربروس
2. السعي إلى السيطرة على البحر الأبيض المتوسط لما يمثله من أهمية في التجارة الخارجية.
3. سيطرة العثمانين والإسبان على المناطق المحيطة بتونس.

- الأسباب الداخلية:

1. إهمال السلطان محمد ابن الحسن الحفصي لشؤون الدولة.
2. التدهور الاقتصادي (فرض ضرائب ثقيلة على المتساكنين).
3. استقلال بعض المناطق عن الدولة الحفصية.
4. ضعف الدولة

## مراحل الصراع العثماني الإسباني
- حملة «خير الدين بربروس» سنة 1529:

سيطرة خير الدين بربروس وهو أحد أبطال المسلمين على البلاد التونسية بطلب من السلطان العثماني.
- حملة«شارلكان» سنة 1535: وهو من ابرز حكماء الاسبان

استنجد السلطان الحفصي بشارلكان (أبرز ملوك إسبانيا) الذي تمكن من إخراج «خير الدين بربروس» واحتل ميناء حلق الوادي.
- حملة «سنان باشا» سنة 1574: وهو قائد عسكري

لم يستسلم «العثمانيون» بل قادوا هجوماً جديداً بقيادة «سنان باشا» الذي تمكن من الإسبان والسلطان الحفصي وأصبحت بذلك تونس تابعة للامبراطورية العثمانية وانتهت الدولة الحفصية.